# Friedrich von Gentz

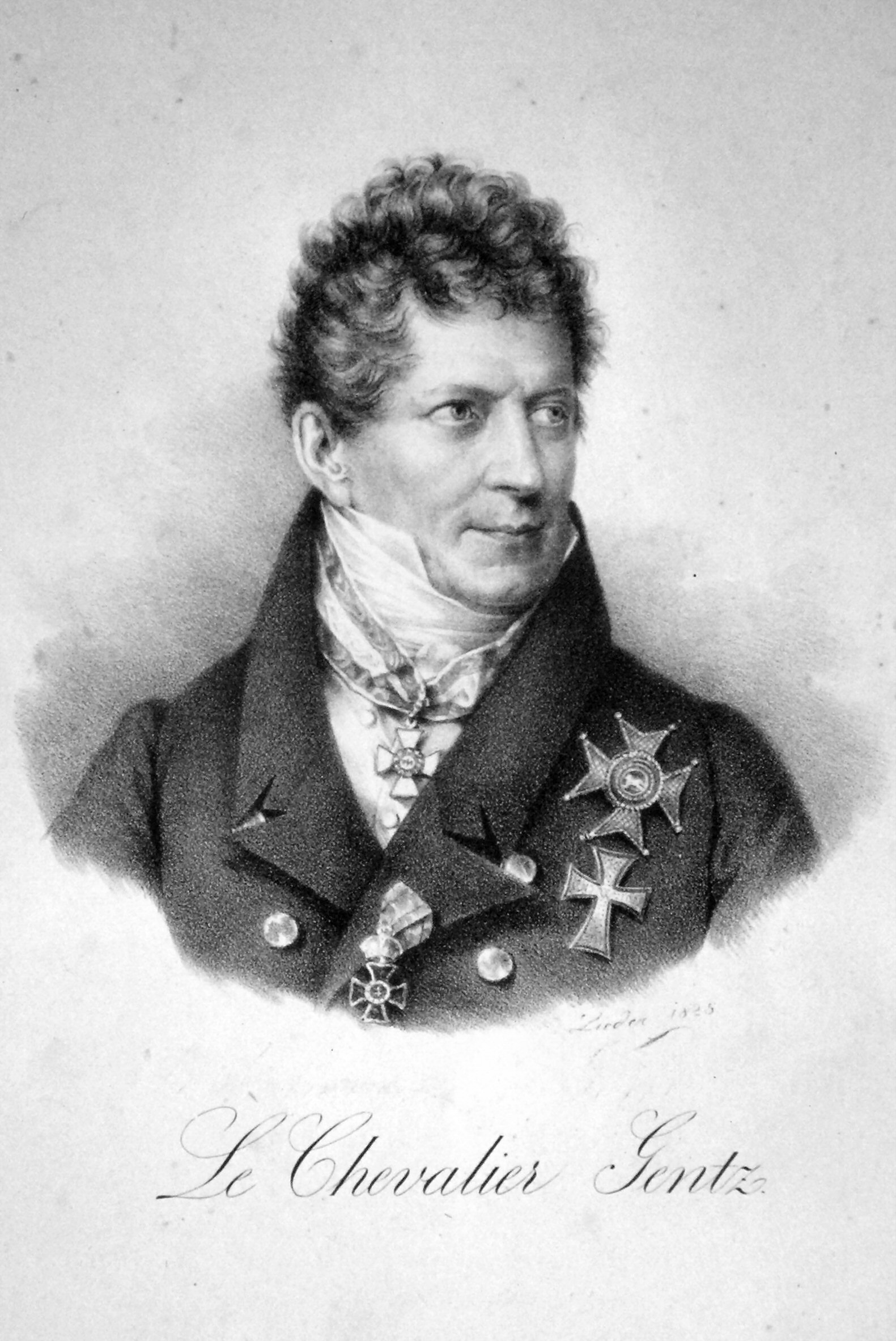
Friedrich von Gentz, Lithographie von Friedrich Lieder, 1825

Friedrich von Gentz (* 2. Mai 1764 in Breslau, Schlesien; † 9. Juni 1832 in Wien) war ein deutsch-österreichischer Schriftsteller, Staatsdenker und Politiker sowie Berater von Fürst Metternich.

## Leben
Friedrich Gentz wurde als Spross einer preußischen Beamtenfamilie geboren: Sein Vater war Münzmeister, später Generalmünzdirektor in Berlin, seine Mutter die Tante des preußischen Ministers Jean Pierre Frédéric Ancillon. Sein Bruder Heinrich Gentz gilt als ein bedeutender Architekt des Klassizismus.
Seine Kindheit und Jugend verlebte Gentz im Umfeld des Breslauer Bildungsbürgertums, wo er zunächst das Maria-Magdalenen-Gymnasium und nach der Versetzung des Vaters nach Berlin das dortige Joachimsthaler Gymnasium besuchte. Danach schrieb sich Gentz auf Wunsch seines Vaters an der Albertina-Universität in Königsberg ein, wo er stark von den Lehren Kants beeinflusst wurde, zumal er mit diesem persönlich bekannt war und auch zum kleinen Kreis seiner Schüler gehörte. Im Anschluss an das zweijährige, unvollendete Jurastudium schlug er 1785 die Beamtenlaufbahn am preußischen Hof ein. Seit 1787 war er Mitglied der Johannisloge Zur Eintracht (bis 1801).
Bis 1793 brachte Gentz es zum Kriegsrat. Der Alltag eines politischen Zuarbeiters füllte ihn jedoch bald nicht mehr aus. Nebenher begann er mit einer Tätigkeit als Schriftsteller und Herausgeber von Periodika. Mit der 1793 erschienenen Übertragung und Kommentierung von Edmund Burkes Reflections on the Revolution in France ins Deutsche erlangte er große Bekanntheit. Zu dem geistig-politischen Erfolg trat der ökonomische, denn mit dem Schreiben wollte Gentz sein Beamtengehalt aufbessern und hoffte auch, prominente Gönner zu finden.
Die 1793 geschlossene Ehe mit Maria „Minna“ Wilhelmina Gilly, der Tochter des Oberbaurates David Gilly, verankerte Gentz noch weiter im soliden, preußischen Bürgertum, stand aber bald im starken Kontrast zu seinem bohemienhaften, Schulden treibenden Lebensstil, den er in Berlin als Stammgast der florierenden Salons von Henriette Herz und Rahel Varnhagen pflegte.

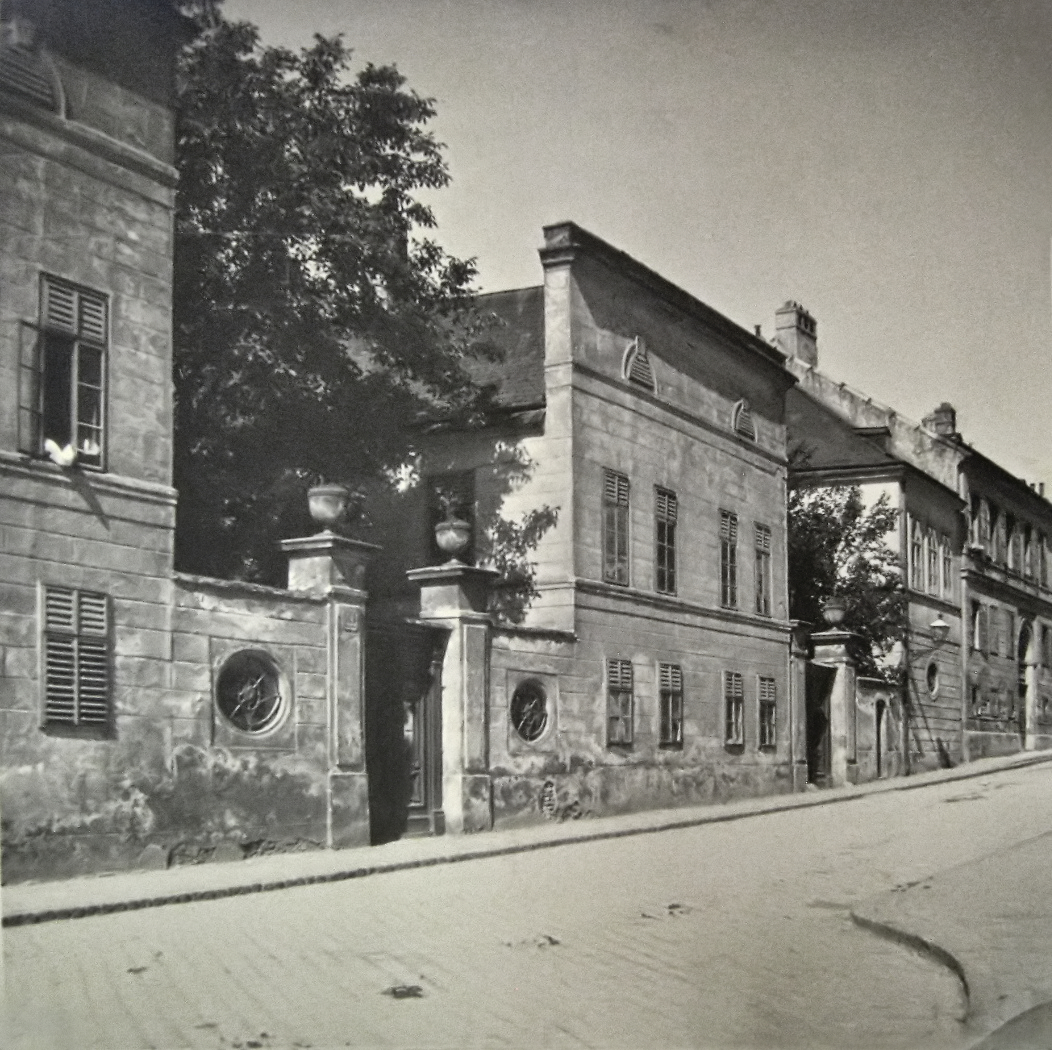
Gentz’ Residenz in Weinhaus, das Gentz-Schlössel an der heutigen Währinger Straße 169–171 (vor 1918)

Auf Grund seiner immer stärker werdenden anti-französischen Haltung war er bald für die preußische Politik nicht mehr tragbar. Dazu kamen Eheprobleme (die Ehe mit Minna Gilly endete in Scheidung), Schulden und enttäuschte Karriereerwartungen. So verließ er Berlin und übersiedelte nach einem längeren Englandaufenthalt 1802 nach Österreich, um dort als Diplomat zu arbeiten und weiter schriftstellerisch tätig zu werden. Infolge der verlorenen Schlacht von Austerlitz musste Gentz 1805 jedoch ins Exil gehen und wurde erst 1809 nach Österreich zurückbeordert. Dort wurde er in den folgenden Jahren als Metternichs Staatsschriftsteller und Ghostwriter zu dessen rechter Hand bei der Konzeption der österreichischen Innen- und Außenpolitik.
Besonders schätzte Metternich Gentz’ Rat bei der Gründung einer offiziösen Zeitung, des Österreichischen Beobachters, im Jahr 1810. Schließlich ernannte Metternich Gentz zu seinem engsten Berater und ihm wurde der Titel eines außerordentlichen Hofrates verliehen. Gentz nahm so als erster Sekretär und Protokollführer 1814 / 1815 am Wiener Kongress teil, ebenso an allen Folgekongressen bis 1822, und half Metternich bei der Formulierung und Durchsetzung der Repressionspolitik des Deutschen Bundes gegen die liberalen und nationalen Strömungen. Spätestens als Urheber der in den Karlsbader Beschlüssen 1819 verabschiedeten Zensurpolitik wurde Gentz ebenso wie Metternich zum gehassten Symbol der vormärzlichen Reaktion. Er wurde auch Sekretär Europas genannt, Metternich Kutscher Europas.
Gentz wurde zudem vorgeworfen, eigenmächtig und ohne Abstimmung bei der Endredaktion der Beschlüsse des Wiener Kongresses zu den Rechten der Juden den Text „Es werden den Bekennern des jüdischen Glaubens die denselben in den einzelnen Bundesstaaten bereits eingeräumten Rechte erhalten“, geringfügig, aber folgenschwer geändert zu haben in: „Es werden den Bekennern des jüdischen Glaubens die denselben von den einzelnen Bundesstaaten bereits eingeräumten Rechte erhalten.“ Da die Juden in vielen Teilen Deutschlands erst unter französischer Besatzung als gleichberechtigte Staatsbürger anerkannt worden waren, hatte die Textänderung zur Folge, dass etliche Bundesstaaten die Emanzipation der Juden widerrufen konnten.

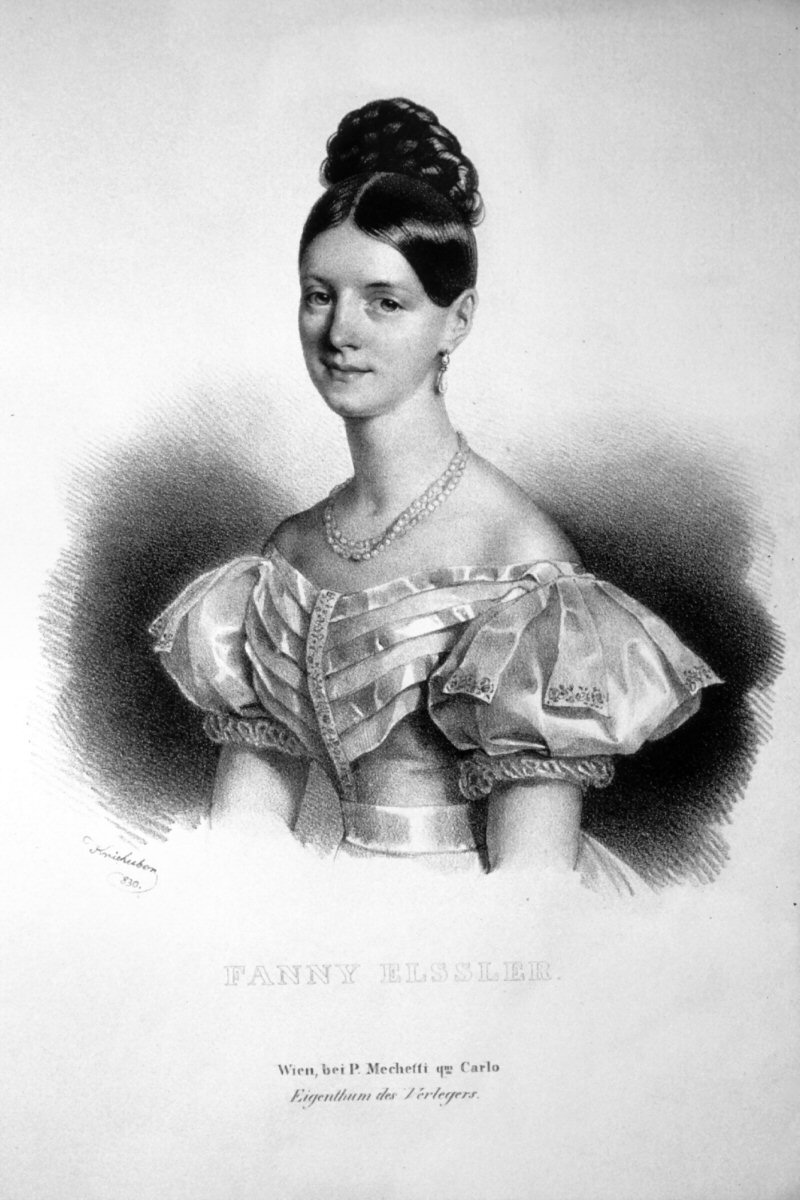
Gentz’ Geliebte Fanny Elßler

Friedrich von Gentz war leidenschaftlicher Theaterbesucher. Dabei lernte er 1829 die Tänzerin Fanny Elßler kennen. Der Altersunterschied war enorm, er war 65 Jahre alt und sie 19. Zwischen den beiden entstand eine enge Beziehung, die bis zum Tode von Gentz dauerte.
Gentz entwickelte dafür noch einmal seine ganze Kunst, um zu Geld zu kommen. Er förderte Fanny, wo er nur konnte, und überhäufte sie mit Geschenken. Er nahm auch die Rolle eines Mentors ein und bemühte sich, sie zu bilden, in Französisch und korrektem Deutsch zu unterrichten, veranlasste sie, Bücher zu lesen, und machte sie mit einflussreichen Leuten bekannt. Fanny dankte es ihm mit einer ehrlichen und tiefen Zuneigung, die aus den erhaltenen Briefen deutlich hervorgeht.
Gentz’ politische Karriere endete abrupt, als er Anfang der 1830er Jahre Metternichs Kurs kritisierte und dieser ihm daraufhin seine Gunst entzog. Gesellschaftlich blieb er nach dem Bruch mit Metternich isoliert. Er zog sich mit Fanny Elßler in sein Schlössel in Weinhaus, damals ein Vorort Wiens, zurück und verlebte mit ihr seine letzten Jahre. Als Goethe im März 1832 starb, war Gentz tief getroffen, vor allem, weil der Tod des Dichters in der Öffentlichkeit fast keinen Eindruck machte. Wenige Wochen später starb Gentz am 9. Juni 1832 in seiner Wohnung in der Teinfaltstraße.
Er wurde auf dem heute als Park bestehenden Allgemeinen Währinger Friedhof bestattet. Zu seinen Ehren wurde 1894 die Gentzgasse im 1892 neu gebildeten 18. Bezirk, Währing, benannt.

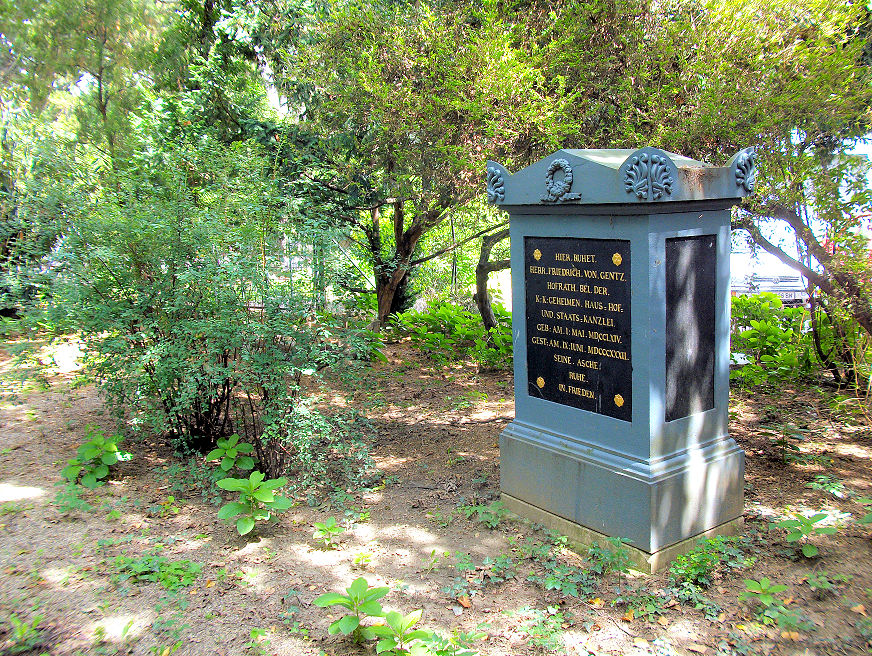
Gentz’ Grabmal im Gräberhain des Währinger Friedhofs

## Wirken
Anfangs begrüßte Gentz, inspiriert von den Schriften und Publikationen Jean-Jacques Rousseaus, die Französische Revolution. So versuchte er in seiner Erstlingsschrift Ueber den Ursprung und die obersten Prinzipien des Rechts, die 1791 in der Berlinischen Monatsschrift publiziert wurde, die Erklärung der Menschen- und Bürgerrechte durch die französische Nationalversammlung zu rechtfertigen. In allen übrigen Schriften kritisierte er jedoch die Französische Revolution und die napoleonische Expansionspolitik. Wie Edmund Burke vertrat Gentz die Idee einer auf Rationalität und Kontinuität basierenden Reformpolitik, die jeder Revolution vorbeugen sollte, und lehnte die aufklärerischen Ideale von Menschenrechten, Volkssouveränität, Freiheit und Gleichheit als unhistorisch und wider die Prinzipien der Tradition und des geschichtlich Bewährten ab. Die alte monarchische Ordnung galt ihm als höchst schützenswert, weil sie Kontinuität sicherstellte. Gentz war sich jedoch der Diskrepanz von statischer politischer Ordnung und geschichtlicher Dynamik bewusst. Deshalb plädierte er für ein Gleichgewichtssystem, das sowohl außen- als auch innenpolitisch Krieg und Revolution abwehren könne. 1830 schrieb er über die politische Lage. Er erkannte, dass durch die fortschreitende Industrialisierung die Lage der unteren Volksschichten immer unerträglicher werden würde. Damit ahnte er die Revolution von 1848 voraus.
Mit seinem Lebenswerk als Schriftsteller, Übersetzer, insbesondere der Werke Burkes, und als Staatsdenker, Politiker und Zensor gehörte Gentz, ebenso wie Metternich, zu den Entwicklern des gemäßigten Frühkonservatismus in Österreich.
Gentz sorgte für die Verbindung zwischen Klemens Wenzel Lothar von Metternich und der Familie Rothschild. Sie sicherte sich durch Gentz, unter anderem durch regelmäßige Geschenke und die Beteiligung an Geschäften, ihren Einfluss in der österreichischen Monarchie.

## Werk
Gentz verfasste in den Jahren zwischen 1791 und 1806 eine Fülle von Aufsätzen und Rezensionen, fertigte mehrere Übersetzungen an und veröffentlichte mehrere Monographien, die sich alle mit politischen Fragestellungen beschäftigten. Darüber hinaus gab er auch Zeitschriften heraus: 1790 gründete er mit Gottlob Nathanael Fischer die Deutsche Monatszeitschrift, die bis 1795 in Berlin und Braunschweig gedruckt wurde. 1795 bis 1803 legte er dann die Neue Deutsche Monatszeitschrift in Leipzig und schließlich in den Jahren 1799/1800 das Historische Journal auf.
Wichtigste Schriften:
- Der Ursprung und die Grundsätze der Amerikanischen Revolution, verglichen mit dem Ursprung und den Grundsätzen der Französischen (1800). Englische Übersetzung: The Origin and Principles of the American Revolution, Compared with the Origin and Principles of the French Revolution (1800). Edited and with an Introduction by Peter Koslowski, translated by John Quincy Adams (oll.libertyfund.org)
- Über den ewigen Frieden (1800). Erstveröffentlichung in: Historisches Journal, Dezember 1800, S. 709–790. Wiederabdruck in: Kurt von Raumer, Ewiger Friede. Friedensrufe und Friedenspläne seit der Renaissance, Freiburg i.Br./München: Verlag Karl Alber, 1953, S. 461–497.
- Ueber den Ursprung und Charakter des Krieges gegen die Französische Revoluzion. Heinrich Frölich, Berlin 1801 (books.google.de).
- Von dem politischen Zustande von Europa vor und nach der Französischen Revoluzion. Eine Prüfung des Buches: De l’état de la France à la fin de l’an VIII. Heinrich Frölich, Berlin 1801 (reader.digitale-sammlungen.de).
- Authentische Darstellung des Verhältnisses zwischen England und Spanien vor und bei dem Ausbruche des Krieges zwischen beiden Mächten. Johann Friedrich Hartkoch, St. Petersburg 1806 (books.google.de).
- Fragmente aus der neuesten Geschichte des politischen Gleichgewichts in Europa. Hartknoch, St. Petersburg 1806 (2. Auflage, reader.digitale-sammlungen.de).
- Über den Unterschied zwischen den landständischen und Repräsentativverfassungen. 1819.

Wichtigste Übersetzungen:
- Edmund Burke: Betrachtungen über die französische Revolution nach dem Englischen des Herrn Burke, neu-bearbeitet mit einer Einleitung, Anmerkungen, politischen Abhandlungen und einem critischen Verzeichniß der in England über diese Revolution erschienenen Schriften von Friedrich Gentz. Friedrich Vieweg dem Aeltern, Berlin 1793 Theil 1 Digitalisat Theil 2 Digitalisat
- Mallet du Pán ueber die französische Revolution und die Ursachen ihrer Dauer. Uebersetzt mit einer Vorrede und Anmerkungen von Friedrich Gentz. Friedrich Vieweg, dem älteren, Berlin 1794 Digitalisat
- Mounier: Entwicklung der Ursachen, welche Frankreich gehindert haben, zur Freiheit zu gelangen. Aus dem Französischen übersetzt (1794)
- Edmund Burke’s Rechtfertigung seines Politischen Lebens. Gegen einen Angriff des Herzogs von Bedford und des Grafen Lauderdale bei Gelegenheit einer ihm verliehenen Pension. Uebersetzt mit einer Vorrede und einigen Anmerkungen von Friedrich Gentz. Friedrich Vieweg dem Aeltern, Berlin 1796 Digitalisat
- d’Ivernois: Geschichte der Französischen Finanzadministration i. J. 1796. Aus dem Französischen übersetzt (1797)